# احمد بنعلی
احمد بنعلی (عربی: أحمد بن علي؛ زادهٔ ۷ فوریهٔ ۱۹۹۲) بازیکن فوتبال اهل لیبی است.
از باشگاه‌هایی که در آن بازی کرده‌است می‌توان به باشگاه فوتبال برشا، باشگاه فوتبال کروتونه، باشگاه فوتبال روچدیل، باشگاه فوتبال منچستر سیتی، باشگاه فوتبال دلفینو پسکارا، باشگاه فوتبال پیزا، و باشگاه فوتبال پالرمو اشاره کرد.
وی همچنین در تیم‌های ملی فوتبال زیر ۱۷ سال انگلستان و لیبی بازی کرده‌است.